# Rudomořský rift

Schéma zrodu oceánu

Rudomořský rift nebo Rudomořská příkopová propadlina je rozšiřující se příkop mezi dvěma vzdalujícími se tektonickými deskami: Arabskou a Núbijskou (Africkou). Příkop je vyplněn Rudým mořem po celé délce od Suezského zálivu až po Adenský záliv. V prostoru Akabského zálivu na něj navazuje Levantský rift. Rudomořský příkop dosahuje hloubky přes 2300 m (proláklina Suakin). Po obou stranách je lemován horskými pásmy s nadmořskou výškou přesahující 2000 m; nejvyšší horou je Nabí Šu'ajb (3666 m) na Arabském poloostrově.
Součástí riftové zóny je ostrov Tajr, tvořený stejnojmenným čedičovým stratovulkánem severozápadně od průlivu Bab-al-Mandab, zhruba uprostřed mezi Jemenem a Eritreou. Sopka vybuchla 30. září 2007 po 124 letech spánku.
V Rudomořském příkopu byly objeveny první známé horké hydrotermální průduchy objevené na mořském dně. Od roku 1949 do 60. let 20. století zde průzkumníci opakovaně potvrdili solanku o teplotě 60° a bahno se stopami kovů. Horký roztok proudil z aktivního zlomu pod mořským dnem.